# Marin Šotiček
Marin Šotiček (Novo Mesto, 18. rujna 2004.) hrvatski je nogometaš koji igra na poziciji desnog krila. Trenutačno igra za Basel.

## Klupska karijera
Šotiček je svoju juniorsku karijeru započeo u NK Zrinski Ozalj prije nego što je prešao u NK Vinogradar do 2016. kada je prešao u NK Lokomotivu Zagreb.
Šotiček je potpisao svoj prvi ugovor za Lokomotivu u srpnju 2022., a koji je trajao do lipnja 2024.
Za Lokomotivu je debitirao u HNL-u 29. srpnja 2022. protiv Šibenika koji je dobio Lokomotivu 2:1.
Tijekom sezone 2022./23. također je bio registriran kao igrač Jaruna.
U sezoni 2023./24. Šotiček je sa samo 18 godina bio standarni član početne postavi Lokomotive. Te sezone postigao je 9 golova u HNL-u.

## Reprezentativna karijera
Šotiček je ima pravo zaigrati za Hrvatsku, zemlju u kojoj je odrastao, ili Sloveniju, zemlju u kojoj je rođen. Igrao je za selekcije Hrvatske do 18, 19 i 21. godine.